# Шернавка
Шернавка — сельский посёлок в Выксунском районе Нижегородской области. Входит в состав Новодмитриевского сельсовета.
Серьёзно пострадал от лесного пожара 29 июля 2010 года. Сгорело восемь домов из девяти, всё население — 20 человек  — было эвакуировано.